# Scooby-Doo: Klątwa potwora z głębin jeziora
Scooby-Doo: Klątwa potwora z głębin jeziora (ang. Scooby-Doo! Curse of the Lake Monster, 2010) – amerykański film familijny w reżyserii Briana Levanta. Czwarty film fabularny na podstawie serialu animowanego Scooby Doo. W Polsce został wydany na Blu-ray i DVD.

## O filmie
W trakcie wakacji młodzi detektywi zatrudniają się u wujka Daphne, żeby zdobyć pieniądze na pokrycie strat, spowodowanych niechcący przez Kudłatego i Scooby’ego w czasie ostatniej sprawy. Trafiają na nierozwiązaną od wielu lat zagadkę, którą Fred, Daphne i Velma, ku wielkiemu niezadowoleniu dwóch tchórzliwych żarłoków, postanawiają się zająć. W międzyczasie Kudłaty zakochuje się, wywołując tym samym zazdrość Scooby’ego, który obawia się utraty przyjaciela, a Daphne i Fred, którzy zaczęli ze sobą chodzić, udzielają Kudłatemu zupełnie różnych rad odnośnie do randkowania. Do tego dochodzi jeszcze zamieszanie z potworem z jeziora, stara opowieść o wiedźmie, która poprzysięgła zemstę i inne niż zwykle zachowanie Velmy.

## Obsada
- Frank Welker – Scooby-Doo
- Robbie Amell – Fred Jones
- Nick Palatas – Kudłaty Rogers
- Kate Melton – Daphne Blake
- Hayley Kiyoko – Velma Dinkley

## Wersja polska
Dystrybucja na terenie Polski: Galapagos Films

Wersja polska: DubbFilm

Reżyseria: Dobrosława Bałazy

Dialogi: Kamila Klimas-Przybysz

Dźwięk i montaż: Renata Gontarz

Teksty piosenek: Michał Wojnarowski

Kierownictwo produkcji: Romuald Cieślak

Wystąpili:
- Ryszard Olesiński – Scooby Doo
- Krzysztof Szczerbiński – Kudłaty
- Agnieszka Mrozińska – Velma
- Julia Kołakowska – Daphne
- Marcin Mroziński – Fred

oraz
- Zbigniew Suszyński – Wujek Thorny
- Mirosława Krajewska – Wanda Grubwort
- Marek Lewandowski – Elmer Uggins
- Jolanta Wołłejko – pani Trowburg
- Elżbieta Kijowska – pani senator
- Jarosław Boberek
- Wojciech Paszkowski

Lektor: Paweł Bukrewicz